# Francesco Calbo Crotta
Francesco Calbo Crotta (Venezia, 24 agosto 1760 – Venezia, 13 novembre 1827) è stato un politico italiano.

## Biografia
Proveniva da una casata patrizia, figlio di Giovanni Marco Calbo e Lucrezia Crotta. Il doppio cognome si deve alla disposizione testamentaria di uno zio, ultimo esponente maschile della famiglia materna.
Come tutti i giovani nobili veneziani, seguì il tradizionale cursus che tuttavia interruppe nel maggio 1797, mentre era savio agli Ordini, con la caduta della Serenissima.
Dopo la caduta della Repubblica, diversamente da altre personalità del patriziato, non partecipò al nuovo governo democratico, né alla successiva prima dominazione austriaca e, più tardi, al Regno Italico. Pubblicò in questo periodo una Memoria (1798) attorno agli ultimi otto anni di vita pubblica veneziana, invero un'opera aspra e nostalgica, intrisa di soggettività e parzialità. Più pacati e obiettivi i toni delle Annotazioni riguardanti le sedute del Consiglio dei Pregadi dal 1785 al 1797.
Rientrò in politica dopo la Restaurazione: nel 1816 fu nominato vicepresidente della Commissione generale di beneficenza di Venezia, nel 1824 divenne consigliere di amministrazione del collegio-convitto di Santa Caterina, nel 1826 fu creato membro onorario dell'Ateneo Veneto. A conferma del prestigio raggiunto, ricoprì la carica di podestà del comune di Venezia dal 1818 alla morte.